# Black Doves
Black Doves är en brittisk dramathrillerserie vars första säsong hade premiär på strömningstjänsten Netflix den 5 december 2024. Första säsongen består av sex avsnitt. Serien är skapad av Joe Barton.

## Produktion
I augusti 2024, före premiären av säsong 1, fick serien kontrakt på ytterligare en säsong.

## Handling
Serien kretsar kring spionen Helen (Keira Knightley) som inleder en affär som riskerar att röja hennes hemliga identitet.

## Rollista (i urval)
- Keira Knightley – Helen
- Sarah Lancashire – Reed
- Ben Whishaw – Sam
- Andrew Koji – Jason
- Andrew Buchan – Wallace
- Omari Douglas – Michael
- Kathryn Hunter – Lenny
- Sam Troughton – Stephen
- Ella Lily Hyland  – Williams
- Adam Silver – Arnie
- Ken Nwosu – Bill
- Gabrielle Creevy – Eleanor
- Isabella Wei – Kai-Ming
- Nathan Stewart-Jarrett – Zack
- Hannah Khalique-Brown – Maggie